# Franz Drescher
Franz Drescher (* 3. März 1871 in Zaborze, Oberschlesien; † 20. Januar 1934 in Breslau) war ein deutscher Bergbauingenieur und Manager in der Montanindustrie.

## Leben

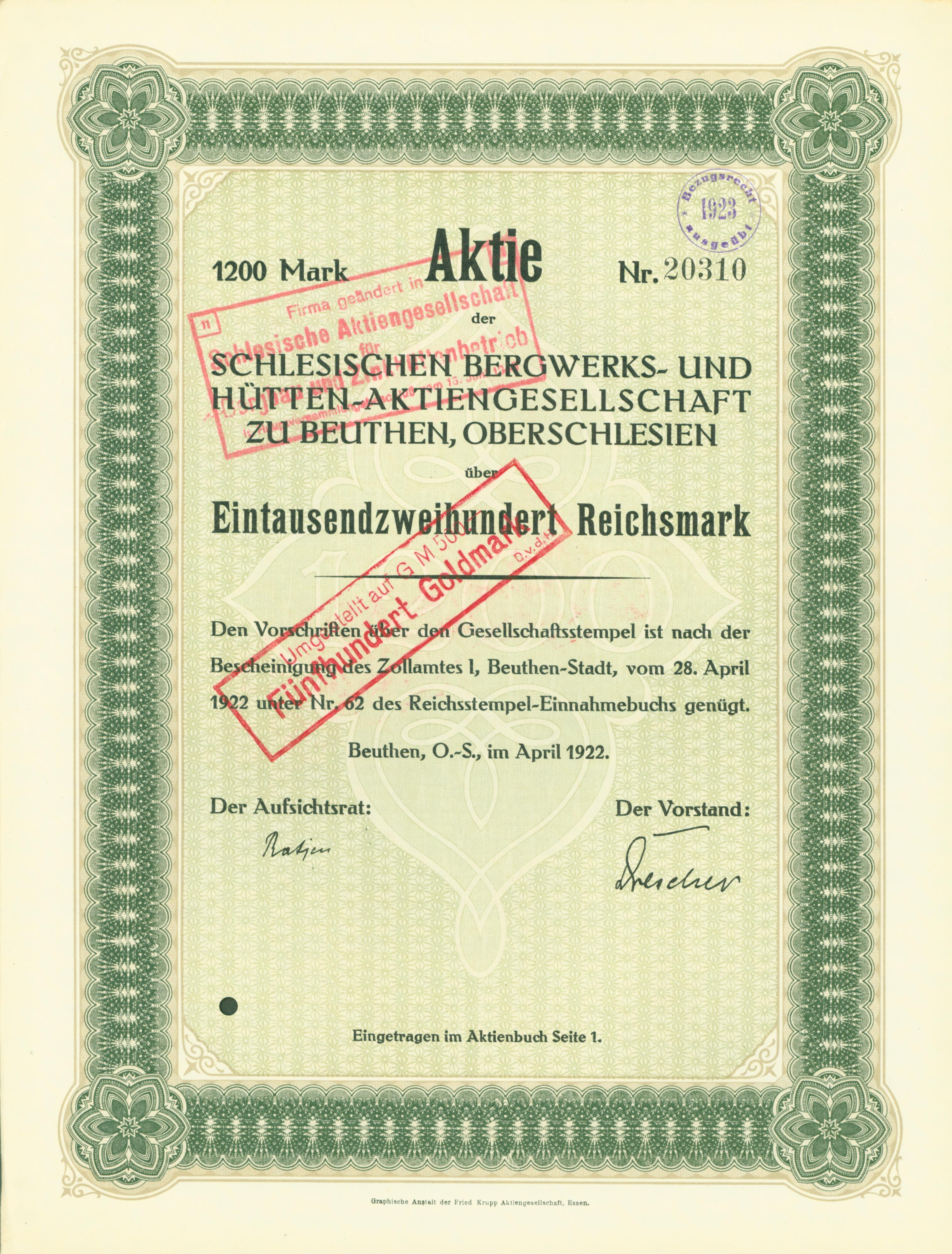
Aktie der Schlesischen Bergwerks- und Hütten-AG vom April 1922 mit Unterschrift von Vorstand Franz Drescher.

Franz Drescher war nach dem Studium im Bergfach als Bergbeamter in verschiedenen Funktionen der staatlichen preußischen Bergbauverwaltung tätig, zuletzt als Direktor des Steinkohlebergwerks „Königin Luise“ in Zaborze. 1912 schied er aus dem Staatsdienst aus und wechselte in die Privatwirtschaft. 1921 wurde er Generaldirektor des damals neu gegründeten Unternehmens Schlesische Bergwerks- und Hütten-AG mit Sitz in Beuthen.
Zugleich war er Vorstandsmitglied im Oberschlesischen Berg- und Hüttenmännischen Verein e. V., Mitglied der Industrie- und Handelskammer Oppeln und des Reichskohlenrats. Drescher fungierte als Aufsichtsratsvorsitzender der AG Lignose (Berlin) und war Mitglied (und zeitweise stellvertretender Vorsitzender) des Aufsichtsrats der Sachtleben AG für Bergbau und chemische Industrie (Köln) und der Schlesischen AG für Bergbau und Zinkhüttenbetrieb (Lipine, Ostoberschlesien).